# سعد الثاني بن عبد الرحمن بن فيصل آل سعود
الأمير  سعد (الثاني) بن عبد الرحمن بن فيصل بن تركي آل سعود أصغر أبناء الإمام عبد الرحمن بن فيصل بن تركي آل سعود، أصغر أخوة الملك المؤسس عبد العزيز بن عبد الرحمن بن فيصل آل سعود وأخ شقيق لسمو الأمير مساعد بن عبد الرحمن بن فيصل آل سعود والأميرة شاهة بنت عبد الرحمن بن فيصل آل سعود، والدتهم هي سمو الأميرة عمشة بنت فراج العجران الخالدي. عمره عند وفاة والده الإمام عبد الرحمن 3 سنوات، ولد في عام 1343 هـ وتوفي عام 1375 هـ.

## زوجته
هي سمو الأميرة لطيفة بنت عبدالله بن حسن آل الشيخ توفيت يوم الخميس 9 أبريل 2020 ووريت الثرى يوم الجمعة في مكة المكرمة. هي شقيقة الشيخ محمد بن عبدالله آل الشيخ و الشيخ عبد العزيز بن عبد الله بن حسن آل الشيخ والشيخ حسن بن عبد الله آل الشيخ والأميرة حصة بنت عبدالله آل الشيخ ( والدة الامير عبدالعزيز والاميرة هند ابناء الأمير عبدالله بن فيصل بن تركي بن فرحان آل سعود) والأميرة نورة بنت عبد الله بن حسن آل الشيخ (والدة الأمير تركي بن عبد الله بن عبد الرحمن آل سعود والأمير خالد بن سعود الكبير).

## أبناؤه
- الأمير الدكتور عبد الرحمن بن سعد الثاني بن عبد الرحمن آل سعود (توفي في 6 أبريل 2022)، وصلي عليه يوم الخميس الموافق 6 / 9 / 1443هـ، بعد صلاة العصر في جامع الإمام تركي بن عبد الله في مدينة الرياض.[2] كان متزوج من الأميرة البندري بنت سعود بن محمد بن عبدالعزيز آل سعود وله من الأبناء الأمير تركي، الأميرة أريج، الأميرة الجوهرة، ومتزوج من الأميرة مضاوي بنت حمود بن فهد الجبر آل رشيد
- الأمير الدكتور محمد بن سعد الثاني بن عبد الرحمن آل سعود توفي (9 اكتوبر 2023). كان متزوج من الأميرة موضي بنت منصور بن عبدالعزيز وله من الأبناء الأمير الدكتور سعد، الأمير منصور، الأمير عبدالعزيز. ومتزوج من الأميرة شيخة بنت فهد العبود.
- الأميرة شاهة بنت سعد الثاني بن عبد الرحمن آل سعود.
- الأمير بندر بن سعد الثاني بن عبد الرحمن آل سعود.

## أحفاده

### أبناء الأمير عبد الرحمن
- الأمير الشاعر تركي بن عبد الرحمن
- الأميرة أريج بنت عبد الرحمن
- الأميرة الجوهرة بنت عبد الرحمن
- الأمير سعد بن عبد الرحمن. متزوج من الأميرة الجوهرة بنت نواف بن سعود بن عبد العزيز آل سعود و انجب منها مضاوي و نواف و فهد و مشاعل
- الأميرة نورة بنت عبد الرحمن
- الأميرة سارة بنت عبد الرحمن
- الأميرة نجلاء بنت عبد الرحمن
- الأميرة العنود بنت عبد الرحمن

تزوجت إحدى كريماته من الأمير عبد العزيز بن سعد بن فيصل بن سعد الأول بن عبد الرحمن آل سعود.

### أبناء الأمير محمد
- الأمير سعد بن محمد
- الأمير منصور بن محمد (محافظ محافظة حفر الباطن). متزوج من الأميرة موضي بنت عبد الله بن محمد آل سعود
- الأميرة الدكتورة لولوة بنت محمد
- الأمير عبد العزيز بن محمد. متزوج من الأميرة نوف بنت محمد بن فهد بن عبد العزيز آل سعود وله من الأبناء الأمير فهد، والأمير نايف
- الأمير الدكتور فيصل بن محمد (وكيل إمارة منطقة مكة المساعد للحقوق)
- الأمير بندر بن محمد
- الأمير سلمان بن محمد
- الأميرة شاهة بنت محمد. متزوجة من الأمير سعود بن مشعل بن عبد العزيز آل سعود
- الأمير فهد بن محمد. متزوج من كريمة فيصل بن محمد آل رشيد[4]
- الأميرة مها بنت محمد
- الأمير عبد الرحمن بن محمد
- الأميرة مشاعل بنت محمد
- الأمير نايف بن محمد. متزوج من كريمة الأمير محمد بن سلمان بن محمد بن سعود آل سعود[5]
- الأمير سعود بن محمد
- الأميرة سارة بنت محمد
- الأميرة لطيفة بنت محمد
- الأمير مساعد بن محمد

تزوجت إحدى كريماته من الأمير عبد العزيز بن سطام بن عبد العزيز آل سعود، وتزوجت إحدى كريماته من الأمير الدكتور عبد المحسن بن محمد بن عبد العزيز بن سعود آل سعود.